# Omar Saavedra Santis
Omar Saavedra Santis (Valparaíso, 15 de julio de 1944-Ib., 23 de diciembre de 2021) fue un escritor, periodista y dramaturgo chileno.

## Biografía
Estudió medicina, arte dramático y periodismo en Chile, sin llegar a terminar ninguna carrera.
De 1968 a 1970 viajó por Europa del Este y tuvo una estadía prolongada en Zagreb. En Chile se desempeñó como redactor jefe del diario El Popular de Valparaíso, donde trabajó junto a otros intelectuales chilenos como Sergio Badilla Castillo, Eduardo Embry y José Gai. 
Como consecuencia del golpe de Estado del 11 de septiembre de 1973 que derrocó al presidente Salvador Allende, dando paso a la dictadura de Augusto Pinochet, Santis fue perseguido y logró abandonar el país en 1974, a través de la embajada de Bélgica. 
Una vez en Europa, la entonces República Democrática Alemana le concedió asilo político. Allí siguió un curso especial en el Instituto Superior de Literatura de Leipzig y después se instaló en Rostock, donde escribiría su novela más conocida, La gran ciudad, incluida por Grínor Rojo en su canon de las novelas de la dictadura y la posdictadura chilena. Publicada en Alemania en 1985, no salió en Chile hasta casi 15 años después, cuando volvió a ser publicada por la editorial Uqbar en 2014. 
Antes, en 1982, había escrito una primera novela, titulada Qué hago yo en este país donde todos los gatos son rubios, que, adaptada al cine con el título de Blonder Tango y guion del propio Saavedra, dirigió Lothar Warneke (1986). Más tarde, se instaló en Berlín.
Incursionó en varios géneros literarios, entre los que se cuentan la novela, el cuento y la dramaturgia. 
Sus obras fueron traducidas a diferentes idiomas y han sido publicadas, además de en Alemania y Chile, en Costa Rica, Polonia, Austria, Japón y Estados Unidos. 
Vivió en Santiago, después de haber residido durante muchos años en capital alemana. Su hija es la actriz Catalina Saavedra.

## Premios
- 1986, Premio Anna Seghers.
- 1987, Premio RDA de la Crítica Cinematográfica por el guion de la película Blonder Tango (Tango rubio), basada en su novela Qué hago yo en este país donde todos los gatos son rubios.
- 1990, Premio de Teatro de la Universidad Católica de Chile.
- 1991, Premio de Arte 1991, de la ciudad de Rostock.
- 1994, Premio del Fondo Nacional del Libro de Chile.
- 1996, Premio CIVIS, de la radio y televisión WDR de Colonia.
- 2002, Beca Casa di Goethe, Roma .
- 2003, Premio de Literatura, de la Radio y Televisión MDR de Leipzig por el cuento Brunos Legat (El legado de Bruno).
- 2005, MDR-Literaturpreis.
- 2012, Concurso Nacional de Cuentos Teresa Hamel por El funcionario (SECH).[4]

## Obras
- Szenen wider die Nacht, teatro, 1977 - Escenas contra la noche
- Blonder Tango, novela, 1982 - Tango rubio o qué hago yo en este país donde todos los gatos son rubios
- Torero, narraciones, 1983
- Die große Stadt, novela, 1986 -  La gran ciudad, Uqbar, 2014
- Felipe kommt wieder, 1990 - El hombre que regresaba
- Frühling aus der Spieldose, novela - Primavera en caja de música, Aufbau Verlag, Berlin-Weimar, 1990
- Magna Diva: La ópera de los asesinos, Rhinoverlag, Weimar, 2003
- Erótica de la resistencia y otras historias de resentidos, cuentos, Ediciones del Escaparate, Concepción, 2003
- El último. Sumarísima relación de la historia de Samuel Huerta Mardones, novela, Ediciones del Escaparate, Concepción, 2004
- El legado de Bruno, cuentos, Alcalá, Madrid, 2010
- Prontuarios y claveles, novela, Simplemente Editores, Santiago, 2011, ISBN 978-9568865085
- Stella Artois, cuentos, colección Quimantú, editorial Enika, 2013
- Casa de Angelis, serie para la televisión, Chile, 2018.
- Helga y Flora, serie para la televisión, Chile, 2020.
- Detrás de la lluvia, película, Chile, 2021.